# 草文会
草文会（そうぶんかい）は、1971年に「民主主義的な良書の出版」という志を持つ出版社で結成され、共同して研鑽・勉強会などを行っている出版社のグループ。
秘密保護法制定の際には、「国民の知る権利」が制約され、言論、出版、表現の自由を脅かすものとして反対声明を発表した。
2023年時点の加盟社は、いかだ社、岩崎書店、大月書店、学習の友社、かもがわ出版、合同出版、新読書社、新日本出版社、清風堂書店、童心社、日本標準、農文協、ひとなる書房、子どもの未来社の14社。